# Crematogaster afghanica
Crematogaster afghanica är en myrart som beskrevs av Auguste-Henri Forel 1967. Crematogaster afghanica ingår i släktet Crematogaster och familjen myror. Inga underarter finns listade i Catalogue of Life.